# 英金河
英金河，流经中华人民共和国河北省与内蒙古自治区的一条河流，是老哈河左岸支流，中上游称阴河，发源于河北省围场满族蒙古族自治县宝元栈乡三道沟村白水台子西北，七老图山脉水台子山东南麓，向东流经宝元栈乡、新拨镇，过张家湾乡后进入内蒙古自治区赤峰市松山区境内，经大庙镇、三座店水库、初头朗镇，于赤峰市市区向阳街道松州公园右纳锡伯河后干流始称“英金河”，“英金”是蒙古语“英格”的谐音，意为母骆驼。干流出市区后向东北流，经红山区红庙子镇和松山区夏家店乡，于安庆镇卢家营子村以南转东南流，进入元宝山区，于元宝山风水沟镇兴隆坡村以南汇入老哈河。河流全长120.3千米，流域面积11008平方千米，年均径流量5.30亿立方米。英金河上游穿行于山谷中，中游流经低山丘陵，下游为波状黄土丘陵地貌。流域内以农业为主，是赤峰市商品粮生产基地之一。